# Gagata dolichonema
Gagata dolichonema es una especie de peces de la familia Sisoridae en el orden de los Siluriformes.

## Morfología
Los machos pueden llegar alcanzar los 13 cm de longitud total.
Número de vértebras: 38-39.

## Hábitat
Es un pez de agua dulce y de clima tropical.

## Distribución geográfica
Se encuentran en Asia: cuencas de los ríos Irrawaddy, Salween y Tenasserim en Birmania.